# 堺市立金岡南小学校
堺市立金岡南小学校（さかいしりつ かなおかみなみしょうがっこう）は、大阪府堺市北区にある公立小学校。堺市立金岡小学校、堺市立白鷺小学校より分離する形で、1980年に開校した。

## 通学区域
- 堺市北区 金岡町（一部）、長曽根町（一部）詳細
卒業生は堺市立金岡南中学校に進学する。

## 出身者
- 羽地登志晃 - 元プロサッカー選手
- 吉持亮汰 - プロ野球選手

## 交通
- 南海高野線・泉北線・Osaka Metro御堂筋線 中百舌鳥駅 北東へ約1km。
- 南海高野線　白鷺駅　北北西へ約800m。
- 南海バス　蟻が池停留所　北東に約100m。